# Molino dei Torti
Molino dei Torti (Mulèj di Tòrt in dialetto tortonese) è un comune italiano di 565 abitanti della provincia di Alessandria, in Piemonte.

## Geografia fisica
Con Isola Sant'Antonio è il comune meno alto del Piemonte.

## Storia
Dal 1928 al 1946 fu unito alla vicina Alzano Scrivia in un unico comune chiamato Molino-Alzano. 

## Monumenti e luoghi d'interesse
- Chiesa di Santa Maria delle Grazie, risalente al XIX secolo.

Immagini di Molino dei Torti
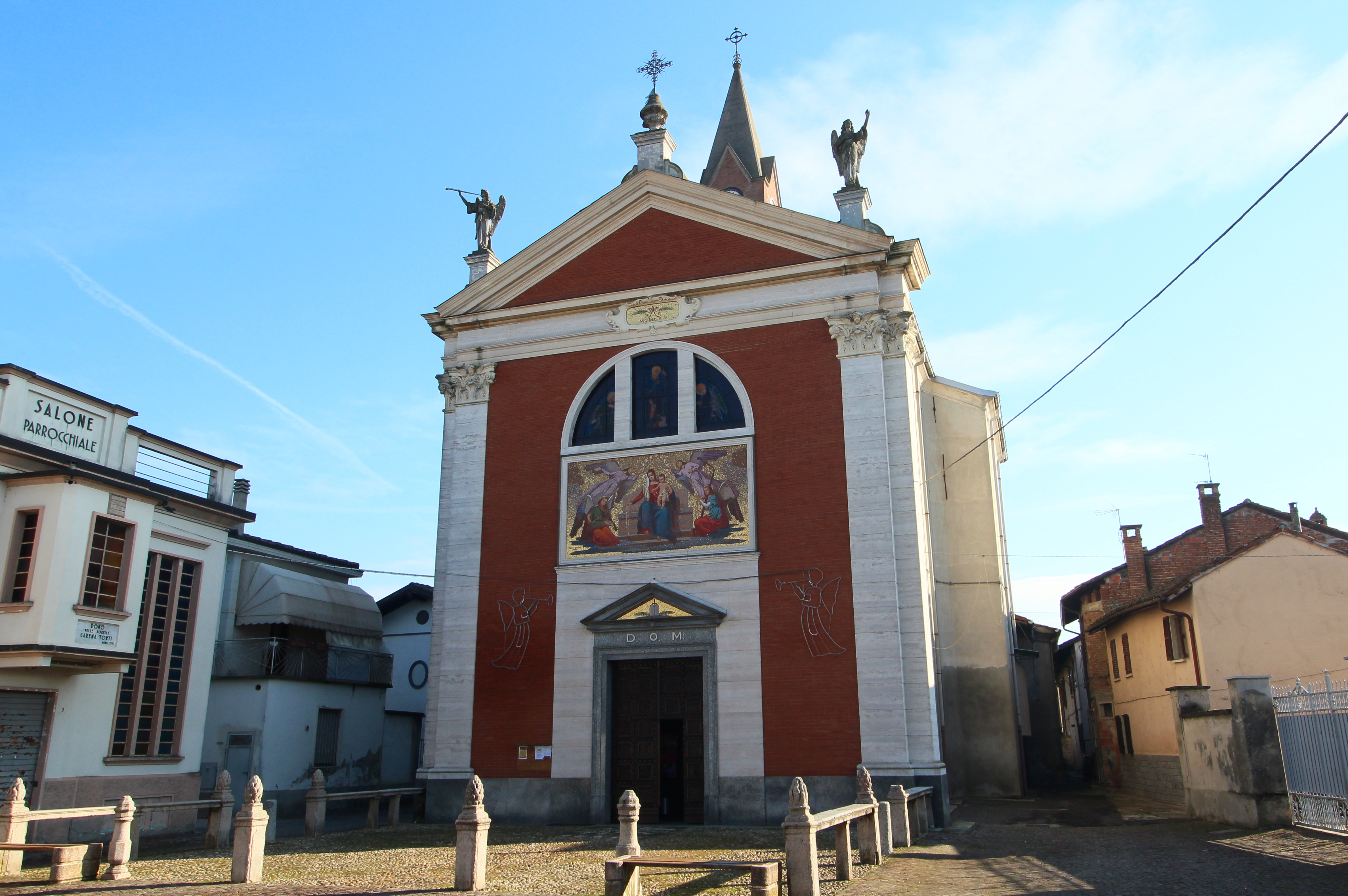
La chiesa di Santa Maria delle Grazie
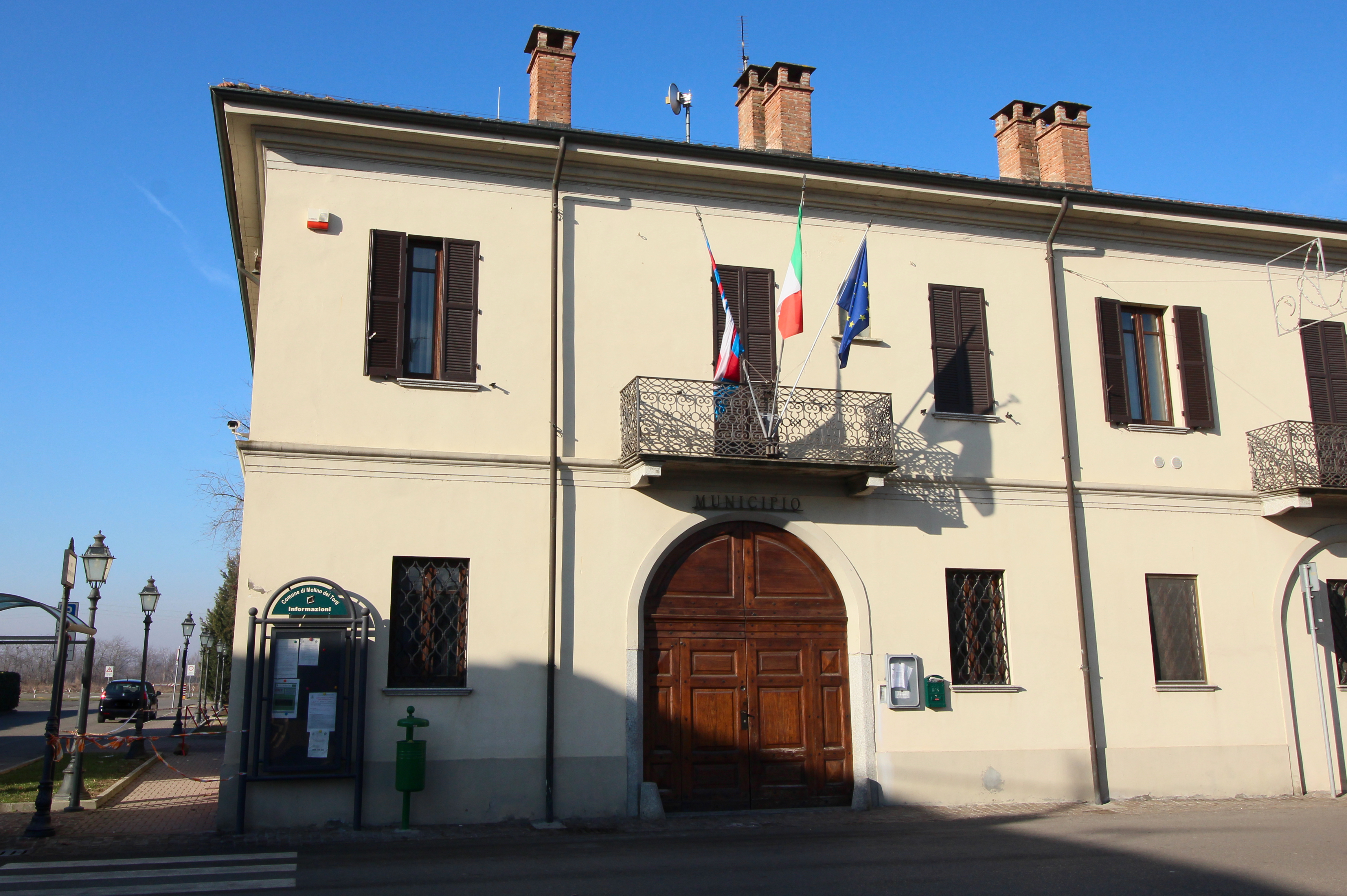
Il municipio

## Economia
Prodotto agricolo tipico del comune è l'aglio, di cui si tiene una sagra-mercato ogni ultimo fine settimana di agosto.

## Società

### Evoluzione demografica
Abitanti censiti

## Amministrazione
Di seguito è presentata una tabella relativa alle amministrazioni che si sono succedute in questo comune.
| Periodo          | Periodo        | Primo cittadino            | Partito                              | Carica  | Note  |
| ---------------- | -------------- | -------------------------- | ------------------------------------ | ------- | ----- |
| 17 giugno 1985   | 26 maggio 1990 | Giannino Pasquali          | lista civica                         | Sindaco | [ 6 ] |
| 26 maggio 1990   | 24 aprile 1995 | Giannino Pasquali          | Democrazia Cristiana                 | Sindaco | [ 6 ] |
| 24 aprile 1995   | 21 marzo 1998  | Pier Vincenzo Oreste Torti | centro-destra                        | Sindaco | [ 6 ] |
| 30 novembre 1998 | 27 maggio 2003 | Renato Caldirola           | lista civica                         | Sindaco | [ 6 ] |
| 30 maggio 2003   | 15 aprile 2008 | Renato Caldirola           | lista civica                         | Sindaco | [ 6 ] |
| 15 aprile 2008   | 27 maggio 2013 | Candido Carlo Meardi       | lista civica                         | Sindaco | [ 6 ] |
| 27 giugno 2013   | 10 giugno 2018 | Anna Fantato               | lista civica: la Nostra Terra        | Sindaco | [ 6 ] |
| 11 giugno 2018   | 14 maggio 2023 | Anna Fantato               | lista civica: Molino la Nostra Terra | Sindaco | [ 6 ] |
| 14 maggio 2023   | in carica      | Mario Campanella           | lista civica: Insieme per Molino     | Sindaco | [ 6 ] |

## Sport

### Calcio
Il Gruppo Sportivo Dilettantistico Molinese rappresenta la squadra di calcio del comune di Molino dei Torti, i suoi colori sociali sono bianco e celeste che sono gli stessi del comune di appartenenza.
Fondata nel 1985 come Gruppo Sportivo Molinese, si è trasformata nel 2016 in Gruppo Sportivo Dilettantistico Molinese. Ha sempre militato nel campionato Terza Categoria Alessandria aggiudicandosi nella stagione 1986/87 e 1992/93 il Trofeo Disciplina.
Nella stagione 1997/98 il club vinse nettamente il campionato e venne promosso in Seconda Categoria. La Seconda Categoria durò solo due anni e la Molinese ritornò in Terza, per poi sbarcare nuovamente nel campionato superiore solo con il ripescaggio vista la sconfitta dei Play Off, ma l'avventura durò solo un anno.
Nella stagione 2013/14 la Molinese, riconquistò la promozione in Seconda Categoria dopo 12 anni. Anche questa volta l'avventura della Seconda Categoria durò solo un anno.
Al termine della stagione calcistica 2016/17 la G.S.D. Molinese vinse il proprio girone di Terza Categoria con 64 punti e riconquistò l'accesso alla Seconda Categoria. Sempre nella stessa stagione la squadra di Molino dei Torti vinse anche la Coppa Disciplina come squadra più corretta a livello provinciale.
Al termine della stagione calcistica 2017/18 la G.S.D. Molinese raggiunse il 7º posto in classifica, sfiorando la zona play off, miglior risultato di sempre in 2ª categoria della compagine bianco-azzurra. Da segnalare inoltre in questa stagione una striscia positiva di 17 risultati utili consecutivi e soprattutto la prima vittoria nel derby con la Castelnovese. Stesso risultato sfiorato nella stagione successiva dove il club biancoceleste raggiunse l'8º posto dopo un inizio di stagione difficile, trasformandosi positivamente nel girone di ritorno. Grazie a questa stagione La Molinese per la prima volta conquistò la sua seconda salvezza consecutiva in Seconda Categoria.